# Acacia binervia
Acacia binervia är en ärtväxtart som först beskrevs av Wendl., och fick sitt nu gällande namn av James Francis Macbride. Acacia binervia ingår i släktet akacior, och familjen ärtväxter. Inga underarter finns listade i Catalogue of Life.

## Bildgalleri

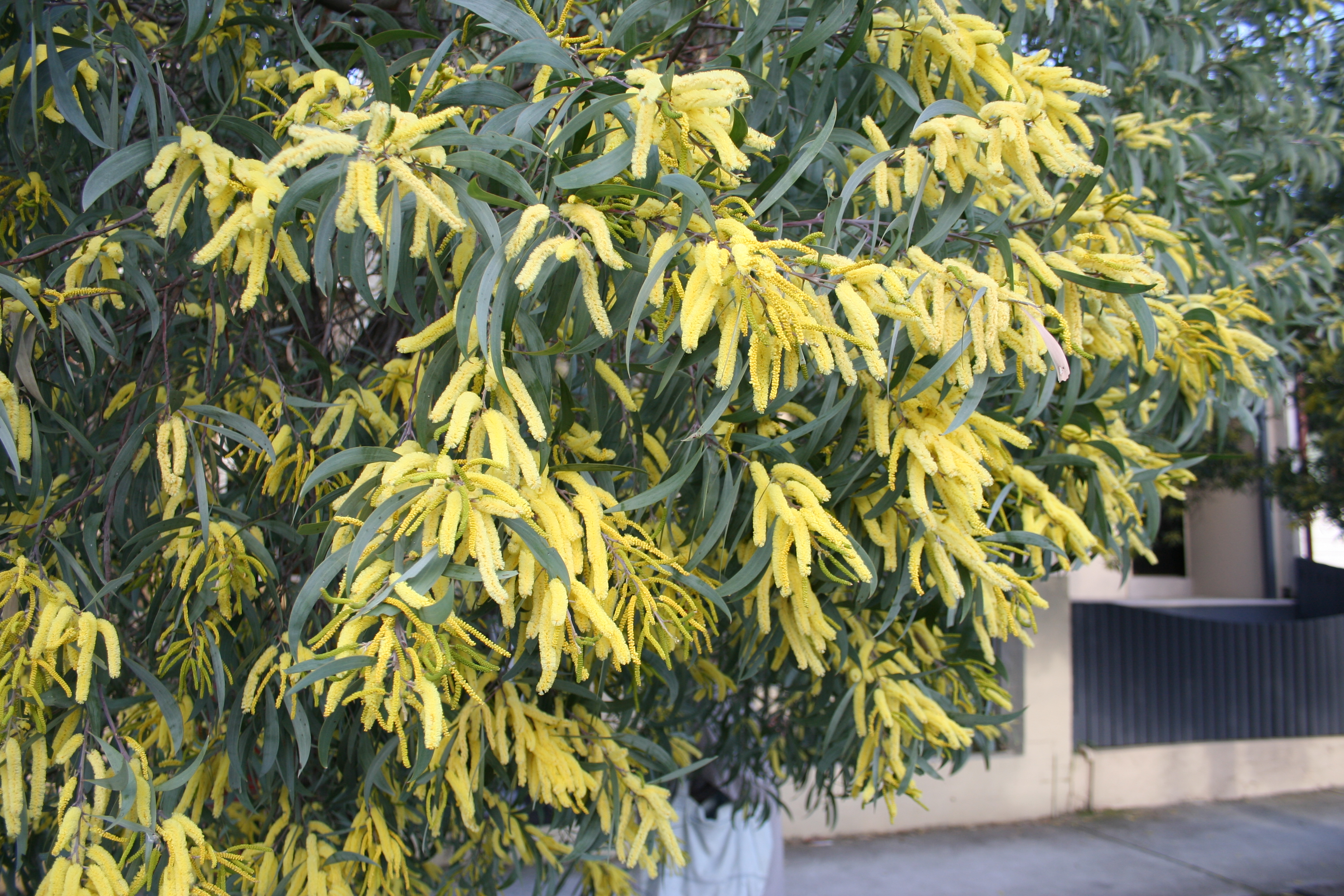